# Styringomyia obuduensis
Styringomyia obuduensis är en tvåvingeart som beskrevs av Alexander 1975. Styringomyia obuduensis ingår i släktet Styringomyia och familjen småharkrankar.
Artens utbredningsområde är Nigeria. Inga underarter finns listade i Catalogue of Life.